# День филателии
День филатели́и — памятный день, учреждённый в РСФСР и отмечавшийся с 1922 года до конца 1930-х годов, предшественник Дня почтовой марки.

## История
С момента появления первых почтовых марок увлечение филателией охватило жителей многих стран мира. В 1888 году в Антверпене (Бельгия) была организована первая в истории филателии международная выставка почтовых марок. 18 августа 1889 года была организована встреча филателистов Германии в Майнце, она получила название «Немецкий филателистический день». Позже, по мере развития увлечения людей филателией, в разных странах мира и в разное время проводили специальные почтовые мероприятия, приуроченные к Дню филателии, Дню почтовой марки, Дню почты, Дню коллекционера и тому подобным праздникам.
В СССР предшественником Дня почтовой марки можно считать День филателии, проведённый 19 августа 1922 года в Москве[≡][≡].
В 1936 году международная филателистическая федерация рекомендовала ежегодно проводить филателистический праздник — День почтовой марки. В СССР с 1958 года День почтовой марки отмечался совместно с Днём коллекционера рядом филателистических организаций.

## Память
Первый советский День филателии 1922 года был отмечен выпуском серии почтово-благотворительных марок РСФСР, известной под названием «Филателия — детям» (ЦФА [АО «Марка»] № 43—48). Они были выполнены с помощью надпечатки текста «РСФСР / Филателия — детям / 19—8—22» чёрной краской на марках Российской империи.
- Почтово-благотворительный выпуск с надпечаткой «РСФСР. Филателия — детям. 19—8—22» (1922)
- 1 копейка, без зубцов (ЦФА [АО «Марка»] № 43)
- 1 копейка, с зубцами (ЦФА [АО «Марка»] № 43)
- Квартблок 2-копеечной марки (ЦФА [АО «Марка»] № 45)

Марки находились в продаже и в почтовом обращении один день — 19 августа 1922 года и гасились специальным почтовым штемпелем «День филателии» на почтамте Москвы[≡][≡].